# ボタンインコ
ボタンインコ（牡丹鸚哥、学名：Agapornis lilianae）とはオウム目インコ科ボタンインコ属の鳥である。アフリカ南部のタンザニア、東部ザンビア、北西部モザンビーク、北部ローデシアなどに生息する。同じラブバードのコザクラインコほど乾燥した地域ではない。

## 形態
- 体長は約13.5cm、体重35～50g程度。
- つがいの仲が非常に良いため、英語ではLovebirdと呼ばれる。
- 原種は、ボタンインコ（学名：Agapornis lilianae、英名：Nyasa Lovebird）、キエリクロボタンインコ（学名：Agapornis personata、英名：Masked lovebird）、ルリゴシボタンインコ（学名：Agapornis fischeri、英名：Fischer's lovebird）、クロボタンインコ（学名：Agapornis nigrigenis、英名：Black-cheeked lovebird）の4種類であり他は色変わりや雑種である。

## 性別判断
- 一般的に雄の方が雌よりクチバシが大きい。
- オスの頭頂部は丸く、メスは扁平であるとされるが個体差が大きいため外見からの判別は難しい。
- 成長すると紙などを細長く切って咥えて巣に運ぶ行動が見られ、一般的に雌の行動と言われている。
- 掌を背中にかざした時に羽を広げて交尾の姿勢をとる個体はメスである可能性が高く、オスは気に入った玩具などにカタカタと言いながら上に乗ろうとする姿勢をとる。但し、確証ではないことや幼鳥では交尾行動はとらないため判断は難しい。

## 飼育
手乗り
- 色鮮やかな羽や特徴のある目、小型で価格も比較的安価であることなどから飼い鳥として人気が高い。
- ボタンインコやコザクラインコはラブバードと呼ばれるようにペアへの愛情が深く、一羽飼いなら飼主に対して愛情を注ぐためとても馴れやすい。
- コザクラインコと比較した場合、全般的に神経質な性質であるが愛情の深さはボタンインコの方が深いとも言われている。

巣引き
- 巣引きとは飼育環境下での繁殖であり相性の合う相手には愛情深く接する傾向にあるため、比較的容易である。
- 相性の合わない相手には執拗に攻撃を加える場合もあるので、成鳥からペアにする場合は特に十分な注意が必要である。
- 巣箱には一般的に販売されているもので対応できる。
- 巣引きをさせたくない場合には、巣箱など発情の要因になるものは設置しないことが望まれる。

鳴き声・声真似
- 声量が大きく甲高いため、集合住宅などでは特に注意が必要である。
- 人の言葉を真似ることは苦手であるが、中には聞きづらいながらも喋る個体もいる。

噛む力
- 小ぶりな体格に相反して非常に強く、強く噛まれると指などは容易に流血となる。
- 飼主との信頼関係が築かれていると、滅多な事で強く噛むことはない。
- クチバシの先端が尖っていると甘噛み（英語版）でも痛い場合はあるが、獣医などで先端部分をカットすることが出来る。なおクチバシには血管が通っているので、カットには知識が必要である。
- 機嫌が良いと思われる時でも突然スイッチが入ったように急接近して噛みにくる（ダッシュ噛み）個体も多いようである。
- 縄張り意識が強い個体も多く、その領域に手を入れた場合には攻撃される恐れもある。
- 木材や壁紙などをかじる個体が多く、部屋のあちこちをかじられる危険がある。
- 電気コードなどかじることで生命に危険が及ぶものもあるので、事前の配慮が必要である。

毛引き
- 原因は一概には言えないが精神的に神経質なところがあり、ストレスから毛引症を発症する個体も多い。
- 毛引き症は癖になると完治が難しいため、早目の対策が望まれる。
- 治療には投薬やエリザベスカラーを用いることが一般的だが、ストレスとなる要因を取り除く事が重要。
- 毛引くこと自体が癖となると、たとえ要因を取り除けたとしても回復が難しくなる。
- 尾羽あたりを重点的に抜く場合は、尾脂腺という分泌液を出す部位が目詰まりして炎症を起こす尾脂腺炎の疑いもある。

糞
- 糞は小さいものを比較的多くするものが多いようだが、飼主の躾次第では中には特定の場所でしか糞をしないものもいる。
- 糞対策としてフライトスーツというハーネス装着も可能な鳥用オムツも存在するが、ストレスになり毛引きの原因にもなりうる。

餌
- 主食はシードと呼ばれる穀物類を主としたものと、ペレットと呼ばれる乾燥栄養食に大別される。
- 少なくとも栄養面ではペレットが優秀であり、欧米ではペレットが主流となっている。

## ボタンインコの種類
原種

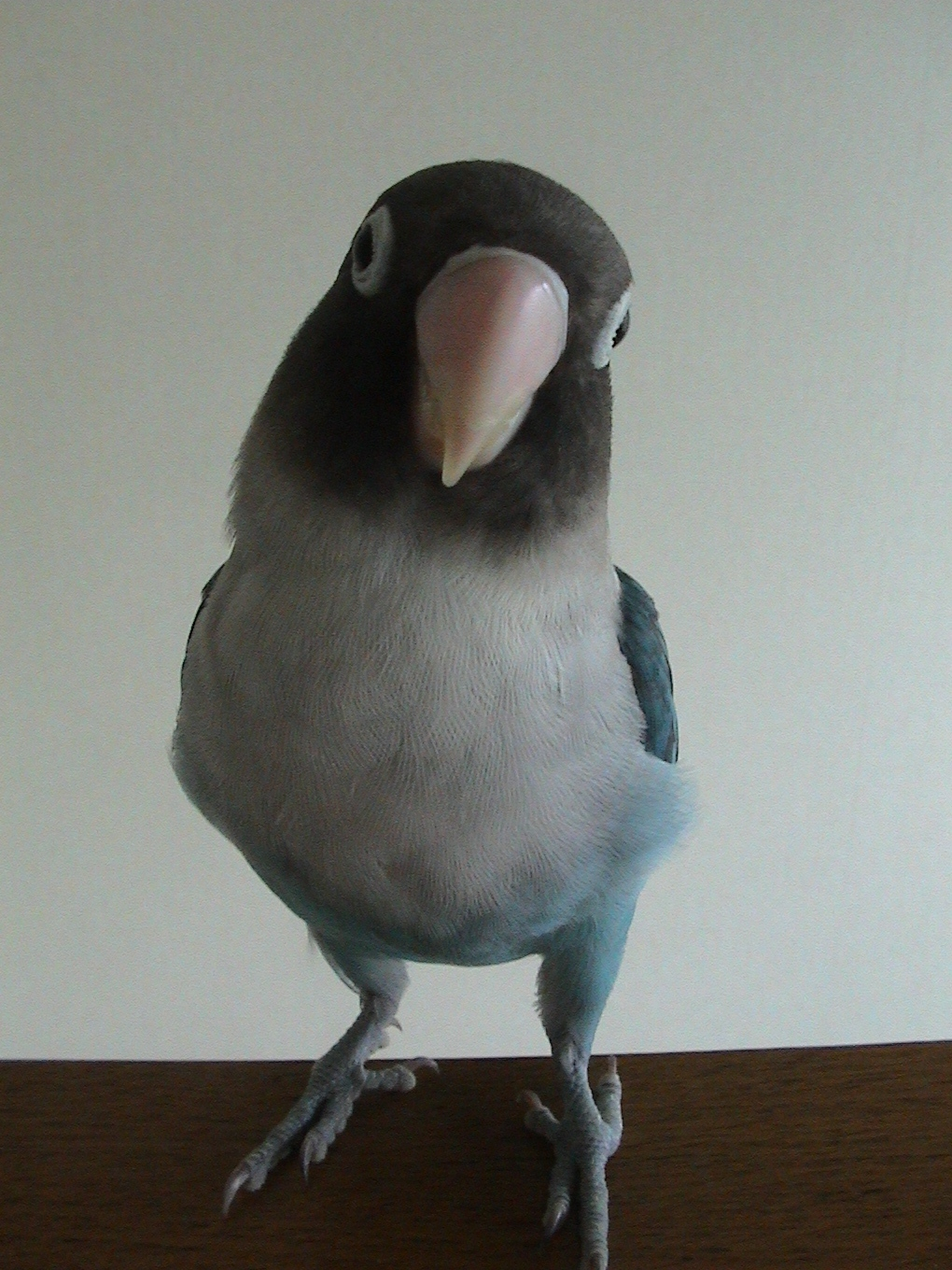
ブルーボタンインコ

- ボタンインコ（学名：Agapornis lilianae、英名：Nyasa Lovebird）
- キエリクロボタンインコ（学名：Agapornis personata、英名：Masked lovebird）
- ルリゴシボタンインコ（学名：Agapornis fischeri、英名：Fischer's lovebird）
- クロボタンインコ（学名：Agapornis nigrigenis、英名：Black-cheeked lovebird ）

ボタンインコやクロボタンインコは殆ど存在していないようで、見ることすら難しい。またキエリクロボタンインコやルリコシボタンインコであっても雑種化が進んでしまい、純粋な原種は数を大きく減らしている。クロボタンインコは一見するとキエリクロボタンインコに近い色合いである。
主な色変わり
- ヤマブキボタンインコ
- ブルーボタンインコ
- モーブボタンインコ
- シロボタンインコ
- アルビノボタンインコ

ブルーボタンインコやヤマブキボタンインコといった色変わりの名称をルリコシボタンインコといった種類と同列で呼んでいる書籍や販売店なども多く見受けられるが、あくまで色変わりである。またヤマブキボタンインコという名称であってもキエリクロボタンの変色、ルリコシボタンの変色といった具合にどちらも存在するためさらに雑種化が進んでいっていると思われる。赤目のものも存在する。

## ヤエザクラインコ（八重桜）
- コザクラインコとボタンインコの交配種（ハイブリッド）である。
- 遺伝子の関係で繁殖能力をもたないが、生殖行為や産卵は行える。

## ボタンインコの出入国
- ワシントン条約で「付属書II記載種類」として規制対象となっており、出入国には出国側の輸出許可証が必要となる。
- 日本では経済産業省が取り扱う。
- 国によっては数週間の間、検疫施設への隔離が必要となる。